# Souterrains im Ringfort von Ballycatteen
Die Souterrains im Ringfort von Ballycatteen im Townland Ballycatteen (irisch Baile Chaitín), County Cork, Irland sind durch die Ausgrabung des dreifach umwallten mit zwei dazwischen liegenden Gräben versehenen Raths erschlossen. Die drei Souterrains wurden von den Ausgräbern Seán Ó Ríordáin (1905–1957) und Patrick J. Hartnett entdeckt. 

## Beschreibung
Alle Souterrains sind aus Trockenmauerwerk (stone-built). Bei Souterrains wird zwischen „earth-cut“, „rock-cut“, „mixed“, „stone built“ und „wooden“ (z. B. Coolcran, County Fermanagh) Souterrains unterschieden. Wobei im County Cork fast alle Bauweisen vorkommen. Die Ausgräber bemerkten große Ähnlichkeiten in den Strukturen der Souterrains. Nur Souterrain A und B waren vollendet worden. Souterrain C war möglicherweise dachlos belassen und als Abfallgrube verwendet worden. Das Füllmaterial enthielt große Mengen von Muscheln und Tierknochen. Tierknochen waren ansonsten kein bedeutendes Element auf dem Fundplatz und so entstand der Abfallgrubenvorschlag für diese Struktur. 

### Souterrain A
Souterrain A ist das größte und hat vier mehr oder minder rechteckige Kammern. Sie liegen vom Zugang aus abwechselnd längs und quer zur Achse. Die kurzen, verbindenden Gänge sind eng (besonders zwischen Kammer 2 und 3). Der Zugang mündet koaxial direkt in Kammer 1.

### Souterrain B
Souterrain B ist das zweitgrößte und hat drei mehr oder minder rechteckige Kammern. Sie liegen abwechselnd längs und quer zur Achse. Die kurzen, verbindenden Gänge sind weniger eng. Der Zugang mündet axial direkt in Kammer 1.

### Souterrain C
Souterrain C ist das kleinste und hat drei mehr oder minder rechteckige Kammern. Sie liegen schräg und rechtwinkelig hintereinander. Die kurzen, verbindenden Gänge sind eng. Der Zugang mündet axial direkt in Kammer 1.

## Deckenkonstruktion
Das Muster der Pfostenlöcher im Souterrain C brachte dazu, das Vorhandensein dreier aufeinander folgender Bauten anzunehmen. Da es für Deckenabstützungen ansonsten keine massiven Belege gab, wird angenommen, dass die Souterrains A und B ursprünglich aufgelegte Holzdächer hatten. Allerdings stützt insbesondere die paarweise Anordnung der Pfostenlöcher in den drei Kammern von Souterrain C diese Ansicht. Die Entdeckung eines großflächigen Belags von Holzkohle in der Kammerfüllung und den Gängen der Souterrains A und B weist auf Holzdecken, die einer Feuerkatastrophe zum Opfer fielen. Ó Ríordáin und Hartnett lenkten Aufmerksamkeit auf mehrere hundert perforierte Schieferplatten, die während der Ausgrabung im Füllmaterial der Souterrains A und B entdeckt wurden. Die Ausgräber glauben, dass ihre Holzdächer mit den Schieferplatten bedeckt waren. Der interessante Aspekt dabei ist, dass auch der perforierte Schiefer nicht anders als hochmittelalterlich datiert werden kann. Es ist demnach logisch, dass kein Schiefer aus dem offenbar dachlos gebliebenen Souterrain C stammt. Weitere „späte Elemente“ waren wahrscheinlich als Wandklammer anzusprechende Elemente, die im Füllmaterial von Souterrain A und in der unmittelbaren Umgebung von Souterrain C gefunden wurden.

## Verfüllung
Der Kernpunkt der drei Souterrains liegt im extrem späten Verfüllvorgang, der besonders in den Souterrains A und C nachzuweisen war. In Souterrain A wurden zwei Scherben von Töpferware gefunden, die zum selben Gefäß gehören und North Devon Ware des 15. oder 16. Jahrhunderts waren. Während eine der Scherben aus dem Bodenniveau stammt, lag die andere fast auf der Oberfläche. Das bedeutet, dass das Souterrain im Ganzen verfüllt wurde. In Souterrain C wurde nahe dem Bodenniveau ein Axtkopf gefunden, bei dem die Datierung ins 11. bis 16. Jahrhundert erfolgte. 

## Zeitstellung
Es deutet sich an, dass die drei Souterrains in der letzten Hälfte des 1. oder im ersten Viertel des 2. Jahrtausends n. Chr. gebaut beziehungsweise verfüllt wurden. Der Einsatz von Holzdächern beschränkt jedoch die Haltbarkeit solcher Strukturen. Es ist kaum anzunehmen, dass die Holzdächer der Souterrains A und B bis ins 15. oder 16. Jahrhundert regelmäßig erneuert wurden. Theoretisch kann eine nachfolgende mittelalterliche Tätigkeit innerhalb des Raths zur Entdeckung der verfüllten Souterrains geführt haben. Souterrain A und B könnten dann ausgeräumt und als Keller wiederverwendet worden sein. Diese Interpretation korrespondiert indes nicht mit der im Souterrain C vorgefundenen Situation, wo in unterschiedlichen Schichten beträchtliche Mengen an Napfschnecken-Schalen gefunden wurden.